# Portrait of an American Family
Portrait of an American Family is Marilyn Mansons debuutalbum, uitgebracht in 1994. Trent Reznor was de producent. Aanvankelijk wilde platenmaatschappij Nothing Records de band geen platencontract geven, maar omdat Trent Reznor dreigde naar een andere platenmaatschappij over te gaan, kreeg de groep toch een platencontract.

## Tracklisting
1. Prelude (The Family Trip) – 1:20
2. Cake and Sodomy – 3:46
3. Lunchbox – 4:32
4. Organ Grinder – 4:22
5. Cyclops – 3:32
6. Dope Hat – 4:21
7. Get Your Gunn – 3:18
8. Wrapped in Plastic – 5:35
9. Dogma – 3:22
10. Sweet Tooth – 5:03
11. Snake Eyes and Sissies – 4:07
12. My Monkey – 4:31
13. Misery Machine – 13:11